# Yumi Tada
多田 由美
Yumi Tada (多田 由美, Tada Yumi) est une auteure de bande dessinée japonaise née  en 1963 dans la préfecture d'Osaka, au Japon.

## Biographie
Née en 1963 dans la préfecture d'Osaka au Japon, elle a influencé le style de Natsume Ono.

## Style
L'auteur dépeint des personnages marginaux dont le fort caractère provoque des conflits avec leur entourage. Les histoires se déroulent aux États-Unis pour la plupart.
La scénographie montre des plans en plongée et en contre-plongée — ce qui permet a l'auteur de dessiner des expressions originales du visage, notamment du nez. Elle n’emploie que des lignes simples dans un style réaliste qui se distingue par l’absence d'effets sonores, de lignes flottantes ou concentrées autour des personnages et de narration. Cela rend le dessin épuré et permet de se concentrer sur le "jeu" des personnages. Son graphisme rejoint la bande dessinée indépendante.

## Œuvre
- 1993 : Ludlow Garage (ラッドロウ・ガレージ / 叛逆年代?)[4]
- 1996 : Johnie, the Shy Guy (内気なジョニー, Uchiki na Johnnie?)[4]
- 1998 : I Don't Care If the Sun Don't Shine (お陽様なんか出なくてもかまわない, Ohisama nanka Denakute mo Kamawanai?)[4]
- 2002 : The Name of God (神様の名前, Kami-sama no Namae?)[4]
- 2002 : Lucky Charms & Apple Jacks[4]
- 2003 : Yukikaze (戦闘妖精雪風, Sentō Yōsei Yukikaze?)[4]
- 2004 : Embrace (エンブレイス, Enbureisu?)[4]
- 2004 : Robot (volume 9 ?)
- 2007 : Ephemeral (転瞬, Tenshun?)[4]
- The Kids Are Alright[4]

## Récompenses
- 1997 : 43e prix Bungeishunjū[1][source insuffisante]

## Sources
1. 1 2 3 4 5 6  (en + de + fr + ja) Masanao Amano, Manga Design, Cologne, Taschen, coll. « Mi », 15 mai 2004, 576 p., 19,6 cm × 24,9 cm, broché (ISBN 978-3-8228-2591-4, présentation en ligne), p. 316-319édition multilingue (1 livre + 1 DVD) : allemand (trad. originale Ulrike Roeckelein), anglais (trad. John McDonald & Tamami Sanbommatsu) et français (trad. Marc Combes)
2. ↑  (en) James Leung, « Interview: Mangaka Natsume Ono », 23 juin 2011 (consulté le 18 mai 2014) : « In middle school, I encountered a cartoonist named Tada Yumi and that was a huge influence on me. All of her work is set in America. I would go so far to say there’s a whole style which has been influenced by Tada Yumi. Just like there is a Shonen Jump style. Many artists have been influenced by her. »
3. ↑  « Yumi Tada – éditions taïwanaises », sur Errances et phylactères (consulté le 18 mai 2014)
4. 1 2 3 4 5 6 7 8 9  (en) « TADA Yumi », sur Baka-Updates Manga (consulté le 18 mai 2014)